# استادیوم (آلبوم)
استادیوم (به انگلیسی: Stadium) چهارمین آلبوم استودیویی ایکان، خواننده-تهیه‌کننده سنگالی-آمریکایی است که در سال ۲۰۱۶ منتشر خواهد شد.
این آلبوم مفهومی به نوعی شامل پنج آلبوم است چرا که از پنج گونه یا ژانر مختلف در آن آهنگ وجود دراد: یورو، پاپ، آیلَند، وُرلد و اِربَن. ایکان یک ترَک از هر کدام از ژانرها را در اولین روز سال ۲۰۱۵ بر روی وبسایت رسمی خود یعنی Akon.Com قرار داد.
ایکان در وبسایت و توییتر خود نوشت: «بعد از این انتظار طولانی، هواداران زیادی پای من ماندند؛ این آلبوم را به آنها تقدیم می‌کنم».
با اینحال او هرگز این آلبوم را منتشر نکرد.